# Комуністична партія Греції
Комуністи́чна па́ртія Гре́ції (грец. Κομμουνιστικό Κόμμα Ελλάδας, KKE, трансліт. Kommounistikó Kómma Elládas, KKE) — найстаріша партія у сучасній Греції.

## Історія
Була заснована 17 листопада 1918 року за революційного підйому під впливом Жовтневого перевороту в Росії, під назвою Соціалістичної робочої партії Греції, або СРПГ. Другий з'їзд СРПГ у квітні 1920 року схвалив рішення про приєднання до Комінтерну. З 1920 року партія носила назву Соціалістична робоча партія Греції (комуністична) (СРПГ (к)), а третій надзвичайний з'їзд 1924 року перейменував партію у КПГ. У 1929—1931 роки КПГ у зв'язку з фракційної боротьбою в керівництві пережила внутрішньопартійну кризу, подолану при підтримці Комінтерну в 1931 році. Новопризначений лідер Нікос Захаріадіс був твердим сталіністом.[джерело?] В цей час до лав КПГ приєднався новогрецький поет Янніс Ріцос.
З встановленням в Греції диктатури генерала Іоанніса Метаксаса у серпні 1936 року КПГ була проголошена поза законом. З 17 тисяч комуністів до початку фашистської окупації вціліло не більше 4 тисяч, причому 2 тисячі осіб перебували у в'язницях і концтаборах на островах Егейського моря.[джерело?]
У роки Другої світової війни КПГ була однією з основних сил, які боролися проти іноземних окупантів. За ініціативою компартії 28 вересня 1941 року було створено Національно-визвольної фронт (ЕАМ). У січні 1942 року була створена регулярна партизанська Народно-визвольна армія (ЕЛАС), яка почала збройну боротьбу проти німецьких, італійських та болгарських фашистів. У березні 1944 року ЕАМ утворив Політичний комітет національного визволення. У ході, очолюваної КПГ, антифашистський боротьби грецького народу в країні закладалися основи для встановлення народно-демократичної влади, однак цей процес було перервано збройною інтервенцією англійських військ у грудні 1944 року.
Втручання англійських, а надалі американських військ у політичні справи Греції викликали громадянську війну. У жовтні 1946 була створена Демократична армія Греції, яка повела збройну боротьбу проти внутрішньої та зовнішньої реакції. У грудні 1947 року КПГ була знову оголошена поза законом, 40 тисяч комуністів були ув'язнені, десятки тисяч емігрували з країни. Після закінчення громадянської війни у вересні 1949 року центр ваги роботи партії був перенесений на організацію економічних і політичних виступів усіх верств трудящих.[джерело?] Нікос Захаріадіс замінений Апостолосом Грозосом.
Восьмий з'їзд КПГ 1961 року прийняв нову програму КПГ. Після встановлення 21 квітня 1967 року військової диктатури «чорних полковників» КПГ вела боротьбу за об'єднання всіх антидиктаторських сил в єдиний фронт задля повалення режиму.[джерело?] Після ліквідації хунти в 1974 році КПГ взяла активну участь у демократичних процесах новоствореної Грецької республіки. На парламентських виборах 1977 року було обрано 11 депутатів-комуністів.
У 1991 році партія зазнала розколу.[джерело?] Впродовж 1993—1999 років партія утримує третє місце за політичним впливом у Грецькій республіці. На муніципальних виборах 1998 року КПГ отримала 7,5 % голосів. На парламентських виборах 2004 року 5.89 % — 12 мандатів, 2007 року 8,15 % — 22 мандати, 2009 року 7,54 % — 21 мандат.
На парламентських виборах 2023 року Комуністична партія Греції здобула 7,23 % голосів виборців, відповідно 21 мандат у парламенті.

## ЗМІ
Офіційний друкований орган — газета «Різоспастіс».

## Генеральні секретарі
- Панделіс Пуліопулос (1924—1931)
- Нікос Захаріадіс (1931—1956)
- Грозос Апостолос (1956—1957)
- Костас Коліянніс (1961—1972)
- Харілаос Флоракіс (1972—1989)
- Григоріос Фаракос (1989—1991)
- Алека Папаріга (1991—2013)
- Дімітріс Куцумбас (з 2013 року)

## Результати на виборах
| Рік           | Вибори у           | Голоси    | %       | Місця |
| ------------- | ------------------ | --------- | ------- | ----- |
| 1926          | Грецький парламент | 41,982    | 4.37 %  | 10    |
| 1928          | Грецький парламент |           | 1.4 %   | 0     |
| 1929          | Грецький сенат     | ↔         | 1.7 %   | 0     |
| 1932          | Грецький парламент | 58,223    | 4.97 %  | 10    |
| 1932          | Грецький сенат     | ↔         | 3.91    | 0     |
| 1933          | Грецький парламент |           | 4.5 %   | 0     |
| 1935          | Грецький парламент |           | 9.59 %‡ | 0     |
| 1936          | Грецький парламент |           | 5.8 %‡  | 15    |
| 1951          | Грецький парламент | *         | 10.57 % | 10    |
| 1952          | Грецький парламент | *         | 9.55 %  | 29    |
| 1958          | Грецький парламент | *         | 24.42 % | 60    |
| 1974          | Грецький парламент | 464,787†  | 9.47 %  | 8     |
| 1977          | Грецький парламент | 480,272   | 9.36 %  | 11    |
| 1981          | Грецький парламент | 620,302   | 10.93 % | 13    |
| 1981          | Європарламент      | 729,052   | 12.84   | 3     |
| 1984          | Європарламент      | 693,304   | 11.64   | 3     |
| 1985          | Грецький парламент | 629,525   | 9.1 %   | 12    |
| Червень 1989  | Європарламент      | 936,175†† | 14.30 % | 4     |
| Червень 1989  | Грецький парламент | 855,944†† | 13.1 %  | 28    |
| Листопад 1989 | Грецький парламент | 734,611†† | 11.0 %  | 21    |
| 1990          | Грецький парламент | 677,059†† | 10.3 %  | 19    |
| 1993          | Грецький парламент | 313,087   | 4.5 %   | 9     |
| 1994          | Європарламент      | 410,741   | 6.29 %  | 2     |
| 1996          | Грецький парламент | 380,167   | 5.61 %  | 11    |
| 1999          | Європарламент      | 557,365   | 8.67 %  | 3     |
| 2000          | Грецький парламент | 379,517   | 5.53 %  | 11    |
| 2004          | Грецький парламент | 436,573   | 5.9 %   | 12    |
| 2004          | Європарламент      | 580,396   | 9.48 %  | 3     |
| 2007          | Грецький парламент | 583,815   | 8.15 %  | 22    |
| 2009          | Європарламент      | 425,963   | 8.35 %  | 2     |
| 2009          | Грецький парламент | 517 154   | 7.54 %  | 21    |
| Травень 2012  | Грецький парламент | 531 293   | 8.5 %   | 26    |
| Червень 2012  | Грецький парламент | 277 227   | 4.5 %   | 12    |
| 2014          | Європарламент      | 349,342   | 6.1 %   | 2     |
| Січень 2015   | Грецький парламент | 338 138   | 5.6 %   | 15    |
| Вересень 2015 | Грецький парламент | 301 632   | 5.5 %   | 15    |
| 2019          | Європарламент      | 302,677   | 5.4 %   | 2     |
| 2019          | Грецький парламент | 299 592   | 5.3 %   | 15    |